# St. Oswald (Marktl)

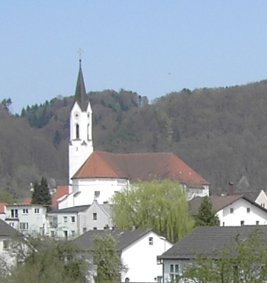
St. Oswald

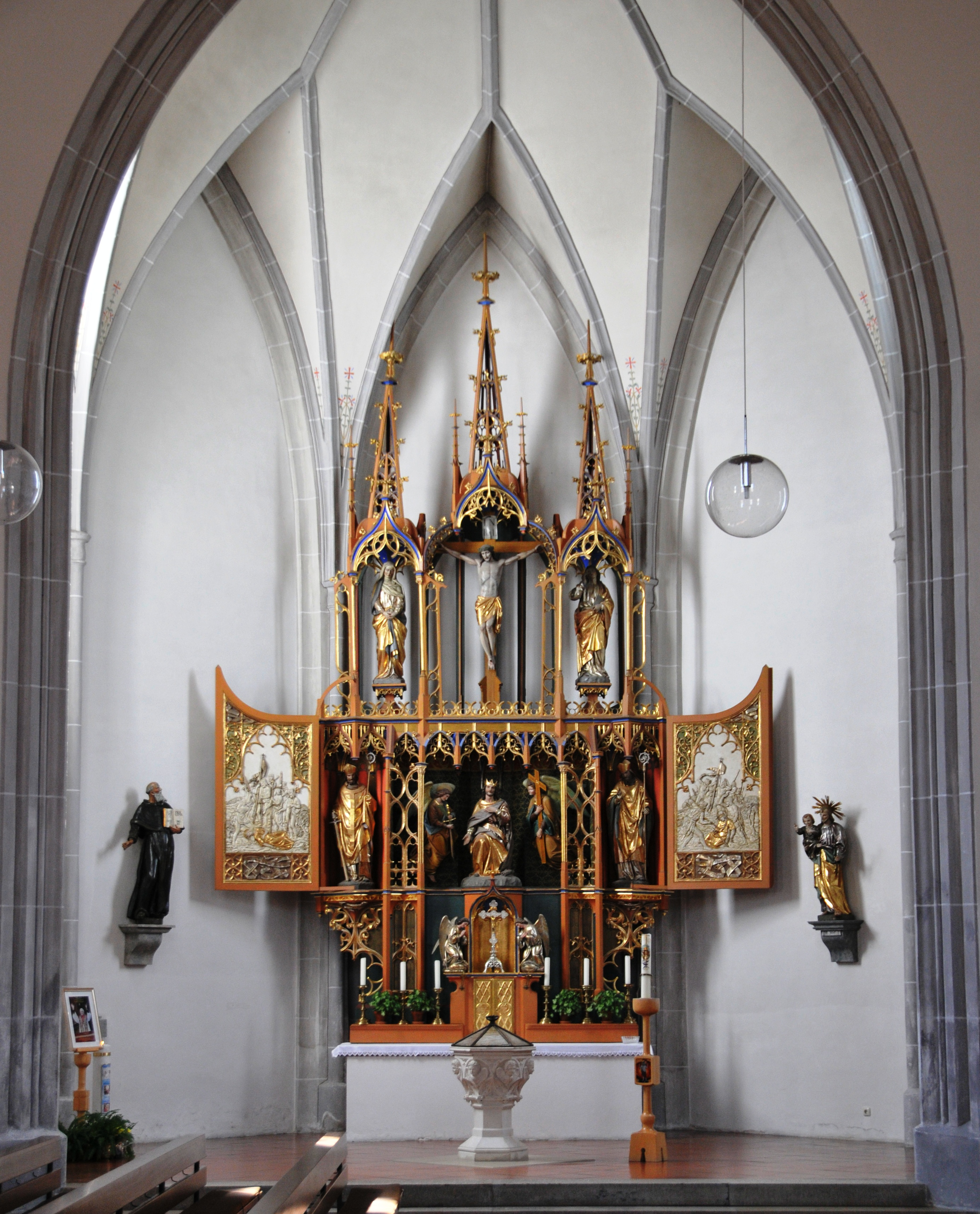
Taufkapelle mit Taufstein Benedikts XVI.

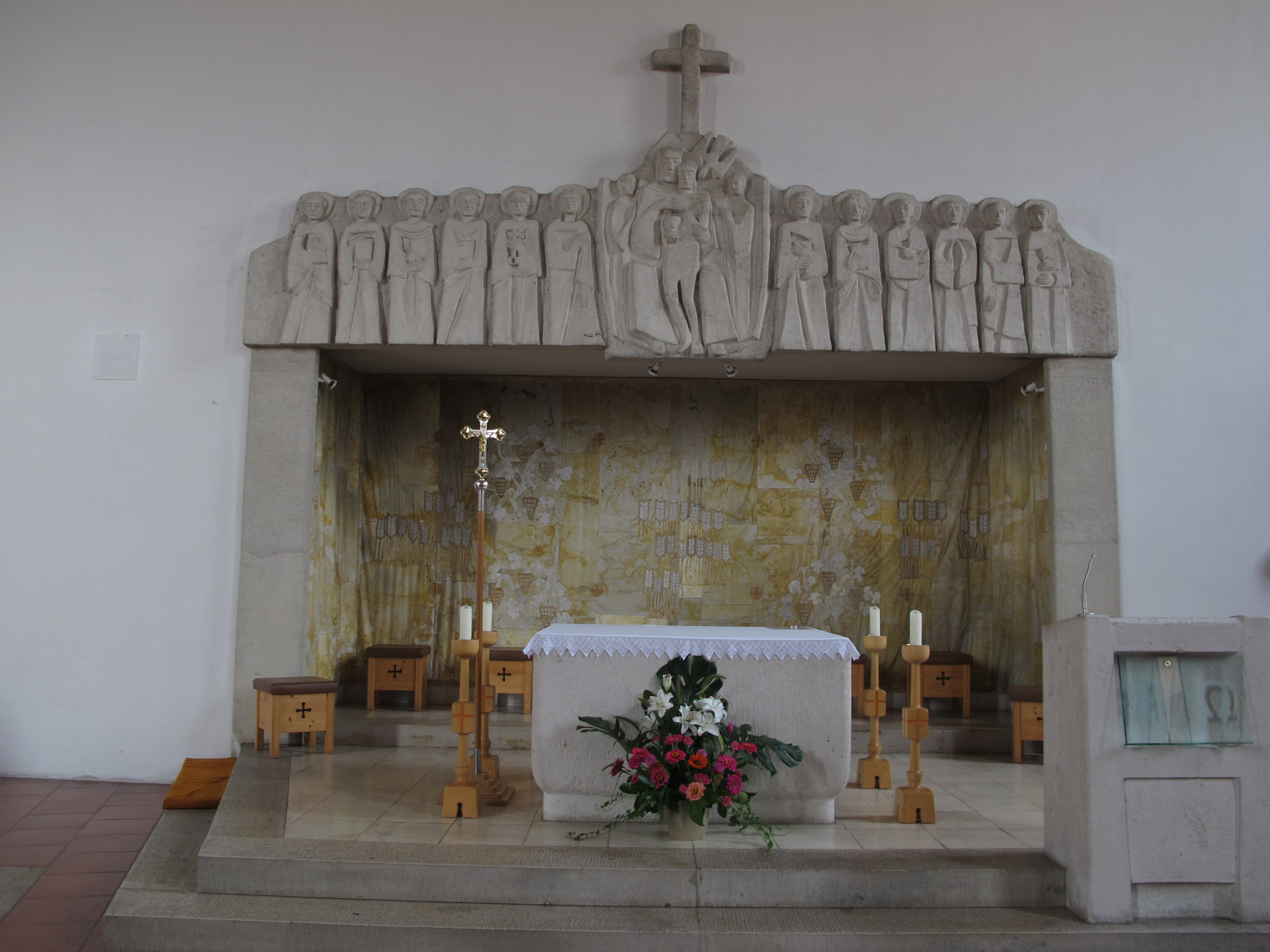
Der neue Altar

St. Oswald ist die katholische Pfarrkirche von Marktl in Oberbayern.

## Geschichte
Die erste St.-Oswald-Kirche in Marktl war ein gotischer Bau, geweiht 1297. Nach einem Stadtbrand wurde sie 1702 im Barockstil wieder aufgebaut. Wegen des Wachstums der Gemeinde wurde 1854–57 ein vollständiger Neubau in neugotischen Formen errichtet. Diese Kirche war mit dem Altarraum nach Südwesten ausgerichtet.

## Architektur
Als Mitte des 20. Jahrhunderts eine erneute Vergrößerung notwendig wurde, baute die Gemeinde 1964 anstelle des alten ein neues, breiteres Langhaus in Nordwest-Ausrichtung, dessen Altarwand nunmehr an den alten Turm anschließt. Der Chor der alten Kirche wurde zu einer Seitenkapelle. Durch die Neugestaltung durch Erich Horndasch wurde der Raum wieder farbenfroher und freundlicher.

## Ausstattung
Der neue Altarbereich wurde nach den Vorgaben des Zweiten Vatikanischen Konzils modern gestaltet. Der neugotische, figurenreiche Hochaltar mit der Statue des heiligen Oswald im Zentrum blieb im alten Chor stehen.

### Taufstein Papst Benedikts XVI.
St. Oswald ist die Taufkirche von Papst Benedikt XVI. Das Taufbecken, in dem Joseph Alois Ratzinger wenige Stunden nach seiner Geburt am Karsamstag, dem 16. April 1927, getauft wurde, wurde 1964 aus der Kirche entfernt und im Pfarrgarten aufgestellt, „da es nicht mehr dem Stil der neu gestalteten Kirche entsprach“. Mitglieder des Heimatbundes retteten es vor dem Verfall und stellten es 1992 im Heimatmuseum aus. Dort stand es bis April 2006. Nach der Wahl Ratzingers zum Papst wurde das Becken restauriert, mit einer neuen Abdeckung versehen und im historischen Chor der Kirche vor dem Oswaldaltar wieder aufgestellt. Am Ostersonntag, dem 16. April 2006, wurde an ihm erstmals wieder eine Taufe gefeiert.
Der oktogonale Taufbrunnen aus Donaukalkstein ist ein Werk Anselm Sickingers. Die Ecken der Kuppa sind mit acht geflügelten Engelsköpfen in neugotischem Schmuckwerk besetzt.